# Phaenocytus glechomae
Phaenocytus glechomae är en stekelart som först beskrevs av Förster 1841.  Phaenocytus glechomae ingår i släktet Phaenocytus, och familjen puppglanssteklar. Arten är reproducerande i Sverige.